# Saulcet
Saulcet é uma comuna francesa na região administrativa de Auvérnia-Ródano-Alpes, no departamento Allier. Estende-se por uma área de 7,96 km². Em 2010 a comuna tinha 702 habitantes (densidade: 88,2 hab./km²).